# Neolaparus albicinctus
Neolaparus albicinctus är en tvåvingeart som först beskrevs av Ricardo 1900.  Neolaparus albicinctus ingår i släktet Neolaparus och familjen rovflugor. Inga underarter finns listade i Catalogue of Life.